# Giovanni Colonna
Pour les articles homonymes, voir Colonna et Colonne.
Giovanni Colonna (né en 1934) est un archéologue et un historien de l'art italique et de la culture étrusque. Il enseigne à l'université de Rome « La Sapienza » (Italie) et a été formé par Massimo Pallottino.

## Biographie
Giovanni Colonna a obtenu son premier diplôme à Rome en 1957, étudiant auprès de Massimo Pallottino. Par la suite il a continué à étudier à Rome et à Athènes et a  été surintendant archéologique de l'Étrurie du Sud (1964-1972). 
Il a mené de nombreuses campagnes de terrain en Étrurie (Blera, Campi Bisenzio, Bolsena, Montefiascone, Tuscania, Cerveteri, Ladispoli, Véies) et dans d'autres endroits (Arcinazzo Romano, Saepinum, Valle del Sinello, Festos). 
Avec sa femme, Elena Di Paolo, Giovanni Colonna  a fouillé la nécropole de Viterbe et a publié deux volumes: Castel d'Asso (1970) et Norchia I (1978). Il est aussi bien connu pour ses travaux sur le site étrusque de Véies et le temple d'Apollon ainsi que pour d'importants travaux à Pyrgi. Il est l'auteur de nombreux articles et livres (plus de 300). 
Giovanni Colonna est membre de l'Académie des Lyncéens à Rome.
En 2005 a été publiée une collection de 4 volumes de ses écrits et de son œuvre (2695 pages)  intitulée Italia ante Romanum Imperium: Scritti di Antichità etrusche, italiche e romane (1958 - 1998).
Giovanni Colonna est professeur à l'université « Sapienza » de Rome où il enseigne depuis 1980.

## Publications
- Castel d'Asso (1970)
- Norchia I (1978).
- Italia ante Romanum Imperium: Scritti di Antichità etrusche, italiche e romane (1958 - 1998).
- Crise et transformation des sociétés archaïques de l'Italie antique au Ve siècle av.J.-C. Actes de la table ronde de Rome (19-21 novembre 1987), éditeur:École Française de Rome, 01/12/1990,  (ISBN 2-7283-0208-1),  (EAN 9782728302086)

## Sources
- (en) Cet article est partiellement ou en totalité issu de l’article de Wikipédia en anglais intitulé « Giovanni Colonna » (voir la liste des auteurs).